# NGC 7342
NGC 7342 ist eine Balken-Spiralgalaxie vom Hubble-Typ SBa Sternbild Pegasus am Nordsternhimmel. Sie ist schätzungsweise 370 Millionen Lichtjahre von der Milchstraße entfernt und hat einen Durchmesser von etwa 75.000 Lj.
Im selben Himmelsareal befinden sich u. a. die Galaxien NGC 7315 und NGC 7345.
Die Typ-Ia-Supernova SN 2010ii wurde hier beobachtet.
Das Objekt wurde am 11. September 1872 von Édouard Stephan entdeckt.